# 朱燦玉
朱燦玉（韓語：주찬옥，1958年1月19日—），韓國電視劇編劇。

## 作品

### 電視劇
- 1990年：MBC《我愛你》
- 1994年：MBC《天國的陌生人》
- 1998年：MBC《害羞的戀人》
- 2004年：MBC《烈情》
- 2005年：MBC《還生-NEXT》
- 2006年：MBC《朱蒙》
- 2007年：SBS《說客》
- 2011年：MBC《相信男人》
- 2014年：MBC《命中注定我愛你》

### 電影
- 2007年：《外遇的好日子》

## 外部連結
- NAVER搜索 （页面存档备份，存于）